# Кеері
Ке́ері (ест. Keeri küla) — село в Естонії, у волості Нио повіту Тартумаа.

## Населення
Чисельність населення на 31 грудня 2011 року становила 42 особи.

## Географія
Через населений пункт проходить автошлях 22190 (Ригу — Меері — Тиравере).